# 20e étape du Tour d'Espagne 2011
La 20e étape du Tour d'Espagne 2011 s'est déroulée le samedi 10 septembre 2011. Bilbao était la ville de départ et Vitoria-Gasteiz la ville d'arrivée. Il s'agit d'une étape de moyenne montagne sur 187 kilomètres. En juillet 2019, Cobo est déclassé pour dopage et perd tous ses résultats acquis sur la Vuelta 2011.
La dernière fois qu'une étape de la Vuelta est partie de Bilbao, c'était en 1978. Cette fois-ci, ce n'est pas la ville d'Amurrio que rallient les cyclistes, mais celle de Vitoria-Gasteiz, capitale de la province d'Alava. Quatre cols jalonnent le parcours, dont celui d'Urkiola.

## Classement de l'étape
|    | Coureur            | Pays     | Équipe              | Temps | Temps           |
| -- | ------------------ | -------- | ------------------- | ----- | --------------- |
| 1  | Daniele Bennati    | Italie   | Leopard-Trek        | en    | 4 h 39 min 20 s |
| 2  | Enrico Gasparotto  | Italie   | Astana              | +     | m.t.            |
| 3  | Damiano Caruso     | Italie   | Liquigas-Cannondale |       | m.t.            |
| 4  | Sep Vanmarcke      | Belgique | Garmin-Cervélo      |       | m.t.            |
| 5  | Koen de Kort       | Pays-Bas | Skil-Shimano        |       | m.t.            |
| 6  | Manuele Mori       | Italie   | Lampre-ISD          |       | m.t.            |
| 7  | Davide Malacarne   | Italie   | Quick Step          |       | m.t.            |
| 8  | Kristof Vandewalle | Belgique | Quick Step          |       | m.t.            |
| 9  | Bauke Mollema      | Pays-Bas | Rabobank            |       | m.t.            |
| 10 | Eros Capecchi      | Italie   | Liquigas-Cannondale |       | m.t.            |

## Classement général
|     | Coureur               | Pays        | Équipe              |    | Temps            |
| --- | --------------------- | ----------- | ------------------- | -- | ---------------- |
| dsq | Juan José Cobo        | Espagne     | Geox-TMC            | en | 82 h 38 min 32 s |
| 2   | Christopher Froome    | Royaume-Uni | Team Sky            | +  | 13 s             |
| 3   | Bradley Wiggins       | Royaume-Uni | Team Sky            |    | 1 min 39 s       |
| 4   | Bauke Mollema         | Pays-Bas    | Rabobank            |    | 2 min 03 s       |
| 5   | Denis Menchov         | Russie      | Geox-TMC            |    | 3 min 48 s       |
| 6   | Maxime Monfort        | Belgique    | Team Leopard-Trek   |    | 4 min 13 s       |
| 7   | Vincenzo Nibali       | Italie      | Liquigas-Cannondale |    | 4 min 31 s       |
| 8   | Jurgen Van den Broeck | Belgique    | Omega Pharma-Lotto  |    | 4 min 45 s       |
| 9   | Daniel Moreno         | Espagne     | Team Katusha        |    | 5 min 20 s       |
| 10  | Mikel Nieve           | Espagne     | Euskaltel-Euskadi   |    | 5 min 33 s       |

## Classements annexes

### Classement par points
|     | Cycliste          | Pays     | Équipe   | Points |
| --- | ----------------- | -------- | -------- | ------ |
| 1   | Joaquim Rodríguez | Espagne  | Katusha  | 115    |
| 2   | Bauke Mollema     | Pays-Bas | Rabobank | 115    |
| dsq | Juan José Cobo    | Espagne  | Geox-TMC | 92     |

### Classement du meilleur grimpeur
|     | Cycliste         | Pays    | Équipe           | Points |
| --- | ---------------- | ------- | ---------------- | ------ |
| 1   | David Moncoutié  | France  | Cofidis          | 63     |
| 2   | Matteo Montaguti | Italie  | AG2R La Mondiale | 56     |
| dsq | Juan José Cobo   | Espagne | Geox-TMC         | 42     |

### Classement du combiné
|     | Cycliste           | Pays        | Équipe   | Points |
| --- | ------------------ | ----------- | -------- | ------ |
| dsq | Juan José Cobo     | Espagne     | Geox-TMC | 7      |
| 2   | Christopher Froome | Royaume-Uni | Sky      | 14     |
| 3   | Bauke Mollema      | Pays-Bas    | Rabobank | 18     |

### Classement par équipes
|   | Équipe            | Pays       | Temps | Temps             |
| - | ----------------- | ---------- | ----- | ----------------- |
| 1 | Geox-TMC          | Espagne    | en    | 247 h 29 min 31 s |
| 2 | Team Leopard-Trek | Luxembourg | +     | 10 min 19 s       |
| 3 | Euskaltel-Euskadi | Espagne    |       | 16 min 23 s       |

## Abandon
Aucun abandon